# Circondario di Cividale del Friuli
Il circondario di Cividale del Friuli era uno dei circondari in cui era suddivisa la provincia di Udine.

## Storia
Il circondario venne istituito nel 1912, succedendo all'omonimo distretto.
Nel 1923 venne aggregato al circondario il territorio dell'ex distretto giudiziario di Caporetto, già appartenente al disciolto circondario di Tolmino
Il circondario di Cividale del Friuli venne soppresso nel 1926 e il territorio assegnato per la maggior parte al circondario di Udine, esclusi i comuni di Bergogna, Bretto, Caporetto, Creda, Dresenza, Idresca d'Isonzo, Libussina, Luico, Oltresonzia, Plezzo, Saga, Sedula, Serpenizza, Sonzia, Ternova d'Isonzo e Trenta d'Isonzo, assegnati al ricostituito circondario di Tolmino.

## Suddivisione
Alla sua istituzione il circondario comprendeva i comuni di Cividale del Friuli, Attimis, Buttrio in Piano, Corno di Rosazzo, Drenchia, Faedis, Grimacco, Ipplis, Manzano, Moimacco, Povoletto, Premariacco, Prepotto, Remanzacco, Rodda, San Giovanni di Manzano, San Leonardo, San Pietro al Natisone, Savogna, Stregna, Tarcetta e Torreano.